# Belža
Belža é um município da Eslováquia, situado no distrito de Košice-okolie, na região de Košice. Tem 5,49 km² de área e sua população em 2018 foi estimada em 413 habitantes.

## Demografia
| Ano:        | 1994 | 2004  | 2014    | 2024   |
| ----------- | ---- | ----- | ------- | ------ |
| Broj ljudi: | 375  | 357   | 411     | 442    |
| Razlika:    |      | -4,8% | +15,12% | +7,54% |

| Ano:               | 2023 | 2024   |
| ------------------ | ---- | ------ |
| Número de pessoas: | 446  | 442    |
| Diferença:         |      | -0,89% |